# Ceratozamia hildae
Ceratozamia hildae là một loài thực vật hạt trần trong họ Zamiaceae. Loài này được G.P.Landry & M.C.Wilson mô tả khoa học đầu tiên năm 1979.